# Siemens Avenio

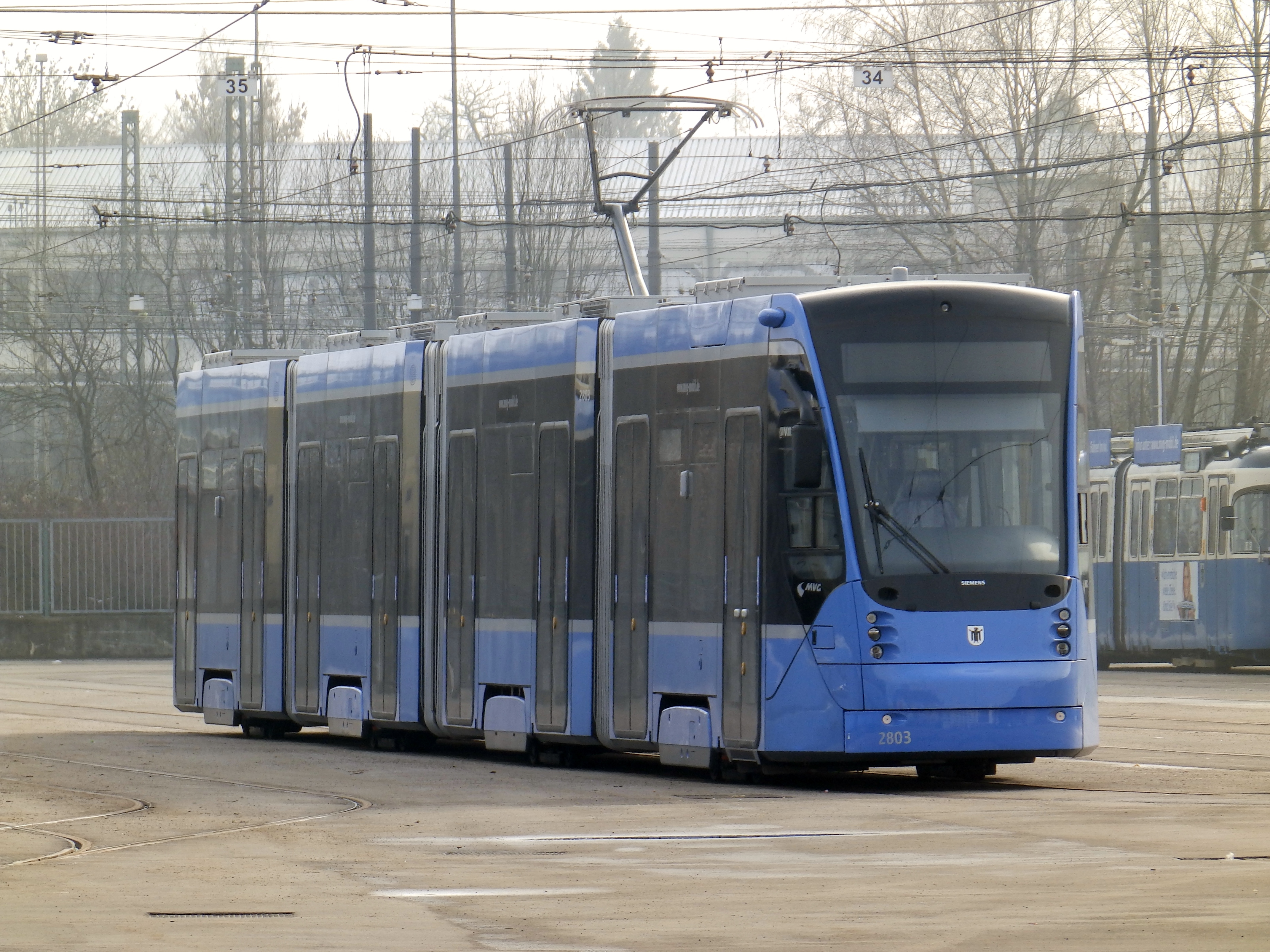
Avenio der Baureihe T in München (2014)

Avenio ist der Name einer Familie von Straßenbahn- und Stadtbahnfahrzeugen von Siemens Mobility. Die Niederflur-Variante wurde erstmals auf der Fachmesse UITP 2009 in Wien vorgestellt. Die Hochflur-Variante wurde im Jahr 2020 vorgestellt.

## Geschichte
Der Vorläufer der Niederflur-Variante ist der Combino. Diese Fahrzeugplattform hatte aufgrund eines Konstruktionsfehlers mit Pannen in mehreren Städten zu kämpfen, als Folge dessen mussten die Fahrzeuge teilweise neu gebaut werden. Für Siemens bedeutete das neben dem finanziellen Schaden vor allem einen hohen Imageverlust, den die Neukonstruktion unter anderem mit dem neuen Namen „Avenio“ wettmachen soll.

## Technischer Aufbau

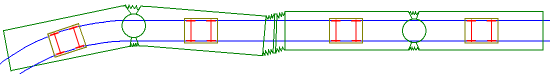
Konstruktiver Aufbau eines vierteiligen Kurzgelenkwagens mit mittigem Doppelgelenk

Beim Avenio LF handelt es sich um eine Weiterentwicklung der Combino-Familie. Die Fahrzeuge verfügen nicht mehr wie die Combino-Multigelenkwagen über schwebende Mittelteile, sondern sind Kurzgelenkwagen mit einem Fahrwerk unter jedem Modul. Die Wagenkästen sind in Edelstahl- statt Aluminiumbauweise erstellt.
Die Fahrzeuge der Serie Combino Plus der Straßenbahn Budapest und der Metro Sul do Tejo (Almada, Portugal) entsprechen bereits der Konzeption des Avenio. Mit Versuchsreihen in Budapest hat Siemens nachgewiesen, dass die dortigen Züge den Schienenverschleiß erheblich verringern. Insbesondere die Aufhängung der schwebenden Mittelteile der Multigelenkwagen sei ein konstruktionsbedingter Problempunkt, der die Laufeigenschaften negativ beeinflusse und die Wagenkastenstruktur unnötig belaste.
Die Laufwerke des Avenio entsprechen in ihrer Grundkonstruktion mit vollabgefedertem Radblockantrieb denen des Combino und Combino Plus, weisen aber auch Änderungen auf. Sie sind durch zweistufige Gummi-Metall-Schicht-/Konusfedern in ihrer Ausdrehbarkeit auf ungefähr 6 Grad beschränkt. Eine hydraulische Steuerung der Gelenkknickwinkel wie beim Combino Plus ist nicht vorgesehen.
Bei vier- oder mehrteiligen Fahrzeugen ist mindestens ein Doppelgelenk eingebaut, so dass die Wagen bezüglich des Ausschwenkens bei Bogenfahrten in voneinander unabhängige zwei- oder dreiteilige Einheiten unterteilt sind. Von den normalen Einzelgelenken innerhalb dieser Einheiten ist jeweils eines nicksteif.

## Avenio M
Vom Avenio ist der Avenio M zu unterscheiden. Unter dieser Typenbezeichnung vermarktet Siemens seine zuvor Combino genannten Multigelenkwagen mit Aluminium-Wagenkästen. Seit 2014 vermarktet Siemens seine aus Combino Classic weiterentwickelten Multigelenkwagen unter der Typenbezeichnung Avenio M. Diese sind bezüglich der technischen Grundkonzeption vom Kurzgelenkwagen Avenio (ohne M) zu unterscheiden.

## Avenio LF
Der ursprüngliche, niederflurige Fahrzeugtyp wird von Siemens inzwischen als Avenio LF bezeichnet.
Bei der Vorstellung des Avenio im Jahr 2009 wurde mitgeteilt, dass er voraussichtlich erstmals als achtteiliges Fahrzeug mit 72 Metern Länge für Tel Aviv gebaut wird. Ein Auftrag ist bislang aber nicht erteilt worden, da das Konsortium zum Bau der Straßenbahn seine Lizenz inzwischen wieder verloren hat.

### Den Haag
Die erste Bestellung des Typs kam aus Den Haag. Im November 2011 wurde bekannt, dass HTM Personenvervoer, die Betreibergesellschaft der Straßenbahn Den Haag, 40 Stück vierteilige Avenios bestellt. Die Triebwagen haben eine Länge von 35 m und eine Breite von 2,55 m, diese bieten 70 Sitz- und 168 Stehplätze. Der Auftragswert beläuft sich auf über 100 Millionen Euro, inklusive Fahrertraining und Ersatzteilen. Eine Option auf weitere 40 Wagen war möglich, letztlich wurden 20 dieser Option im Frühjahr 2014 in eine Festbestellung umgewandelt. Gebaut wurden die Fahrzeuge im Siemens-Werk in Wien-Simmering, die Laufgestelle wurden in Graz gefertigt. Die Auslieferung des letzten der 60 Züge erfolgte im April 2016.

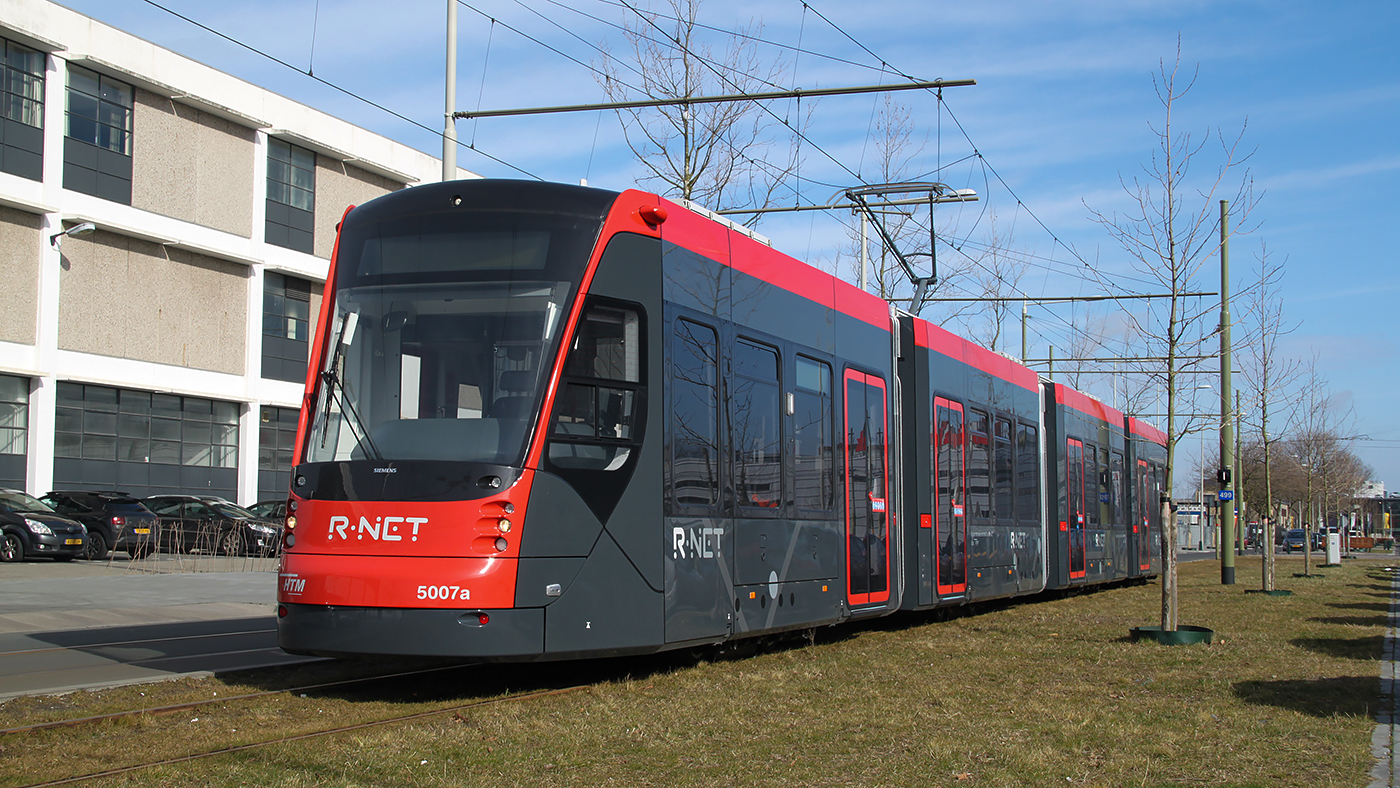
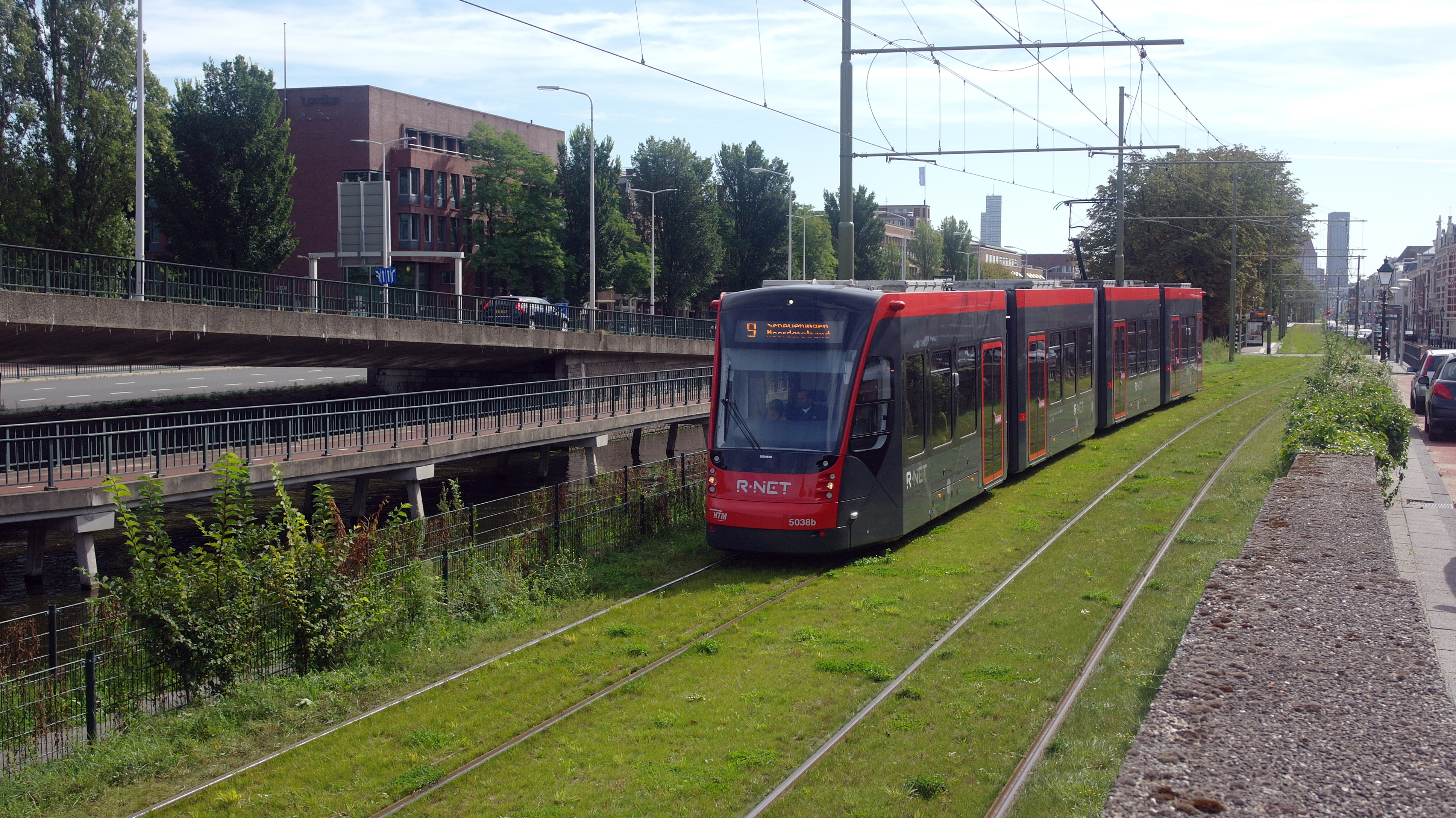
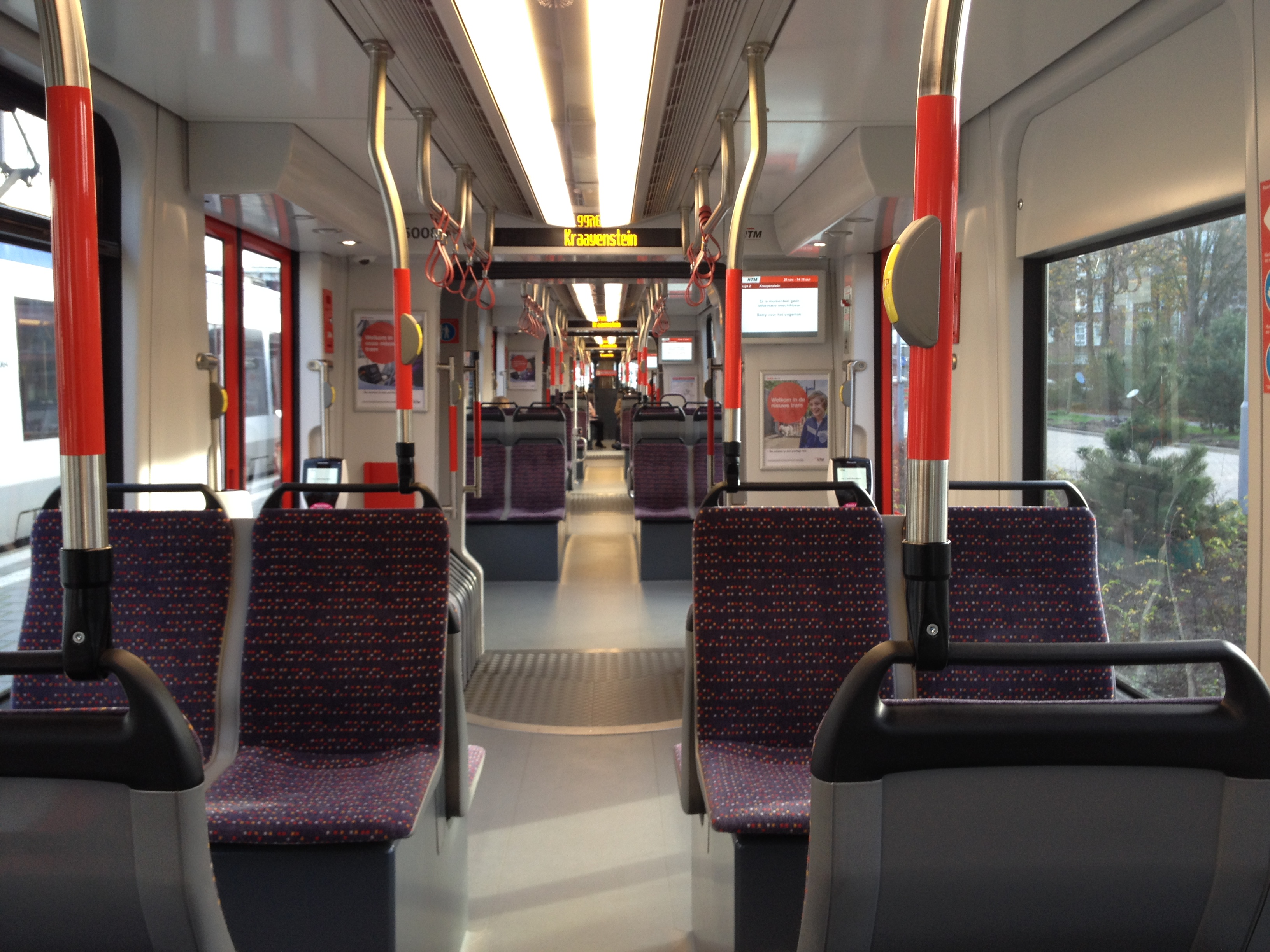
Innenraum Avenio Den Haag

### Doha
Im Juli 2012 bestellte die Qatar Foundation ein schlüsselfertiges Straßenbahnsystem, die Straßenbahn Education City. In Ar-Rayyan, westlich der Hauptstadt Katars, Doha, sollten 19 Straßenbahnen des Typs Avenio ab Herbst 2015 auf einer komplett oberleitungsfreien Strecke verkehren, bei der die Fahrzeuge in den Haltestellen eine Kombination von Kondensatoren und Batterien aufladen. Die Auslieferung der Fahrzeuge erfolgte schließlich jedoch erst 2018 und 2019 und die Aufnahme des Linienverkehrs Ende 2019.

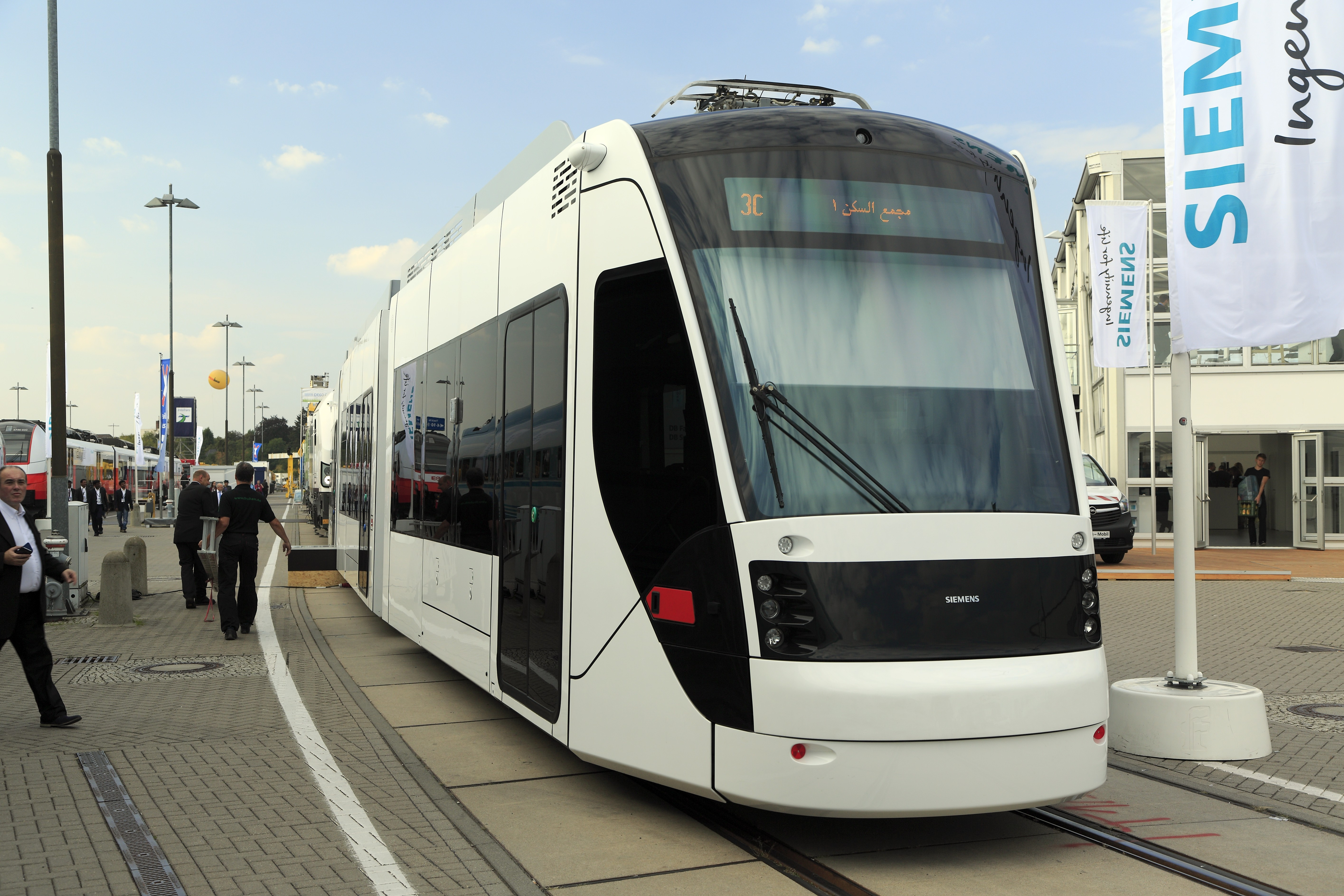
Avenio für Doha
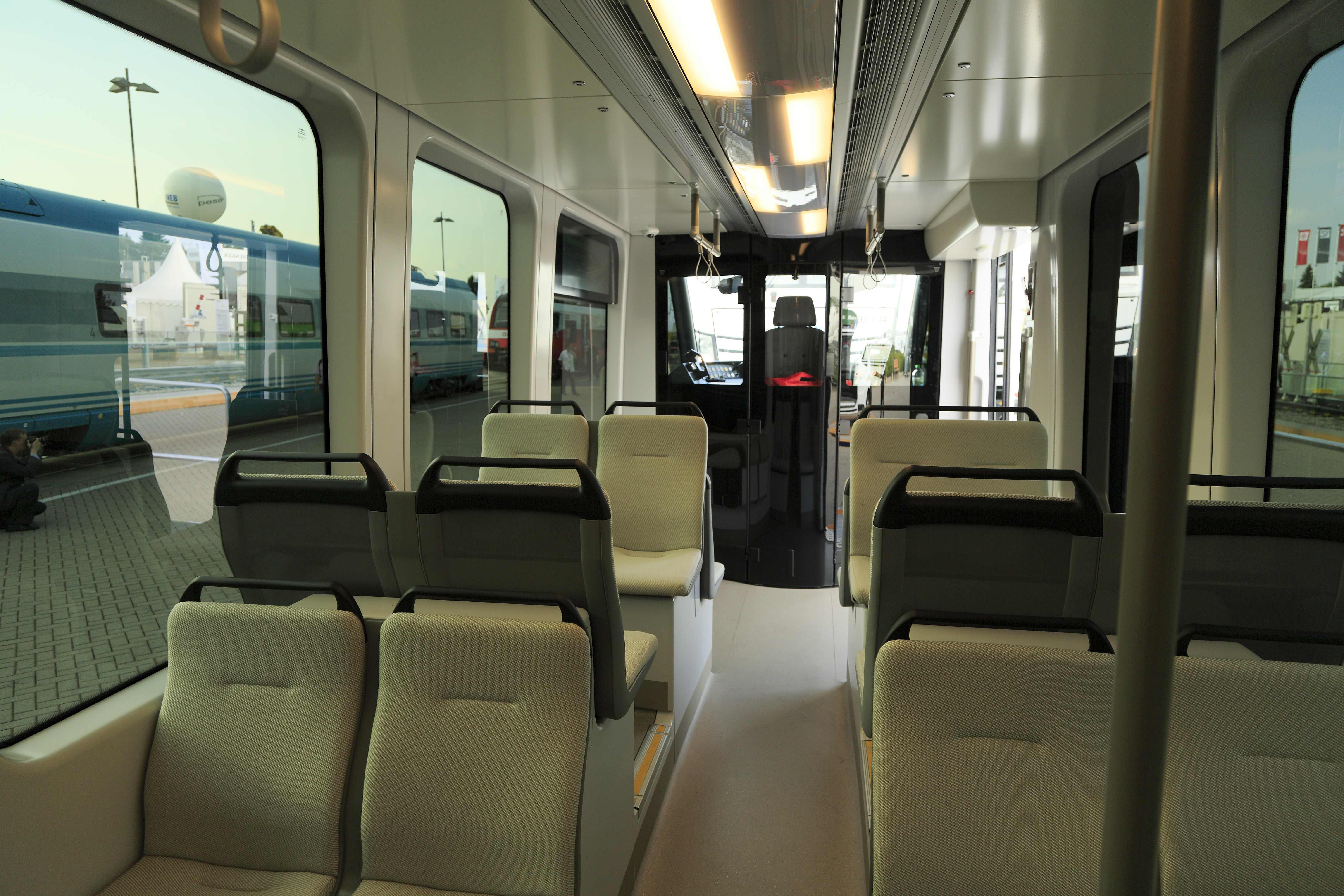
Innenraum Avenio Doha

### München
Die Münchner Verkehrsgesellschaft (MVG) bestellte im September 2012 acht Fahrzeuge für die Straßenbahn München. In der Nacht vom 28. auf den 29. Oktober 2013 wurde das erste Fahrzeug in den Betriebshof der MVG an der Einsteinstraße angeliefert. Bis Ende 2013 war die Lieferung der ersten sechs Fahrzeuge planmäßig abgeschlossen.  Die restlichen beiden Fahrzeuge folgten dann im Frühjahr 2014. Ab 17. September 2014 waren die ersten Fahrzeuge im Linieneinsatz auf der Linie 19. Dieser Betrieb wurde zum Ende Juli 2015 wieder eingestellt, nachdem die nur bis dahin gültige vorläufige Betriebsgenehmigung von der Regierung von Oberbayern nicht verlängert worden war. Am 30. September 2015 erhielten die Fahrzeuge ihre endgültige Zulassung. In München werden die Straßenbahnen als Baureihe T bezeichnet. Am 4. Juli 2019 löste die MVG die Option zur Bestellung von 73 vierteiligen Fahrzeugen aus, die ab 2021 geliefert werden sollten. Seit dem 18. August 2023 sind die neuen Züge im praktischen Einsatz.

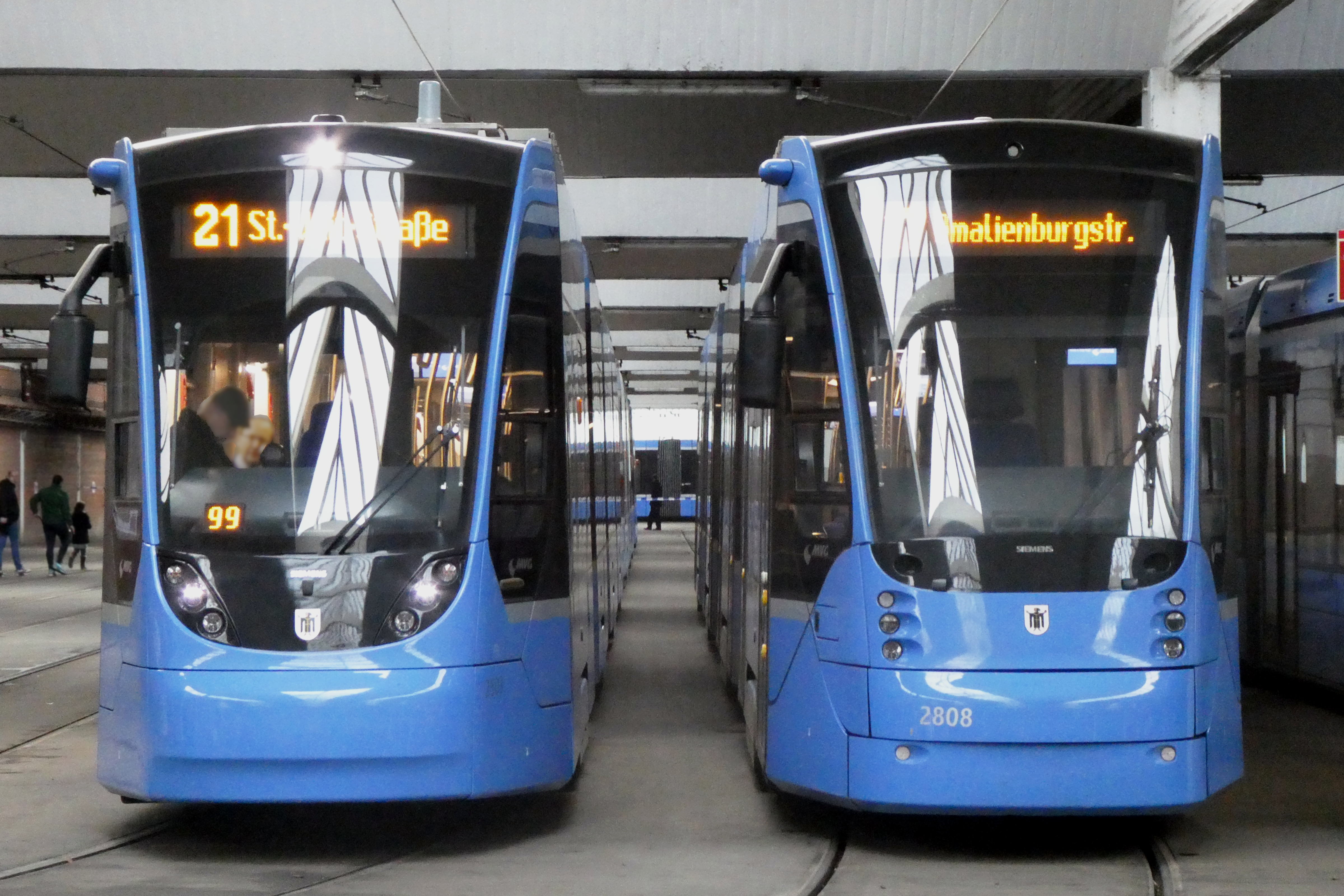
Beide Generationen Avenio in München
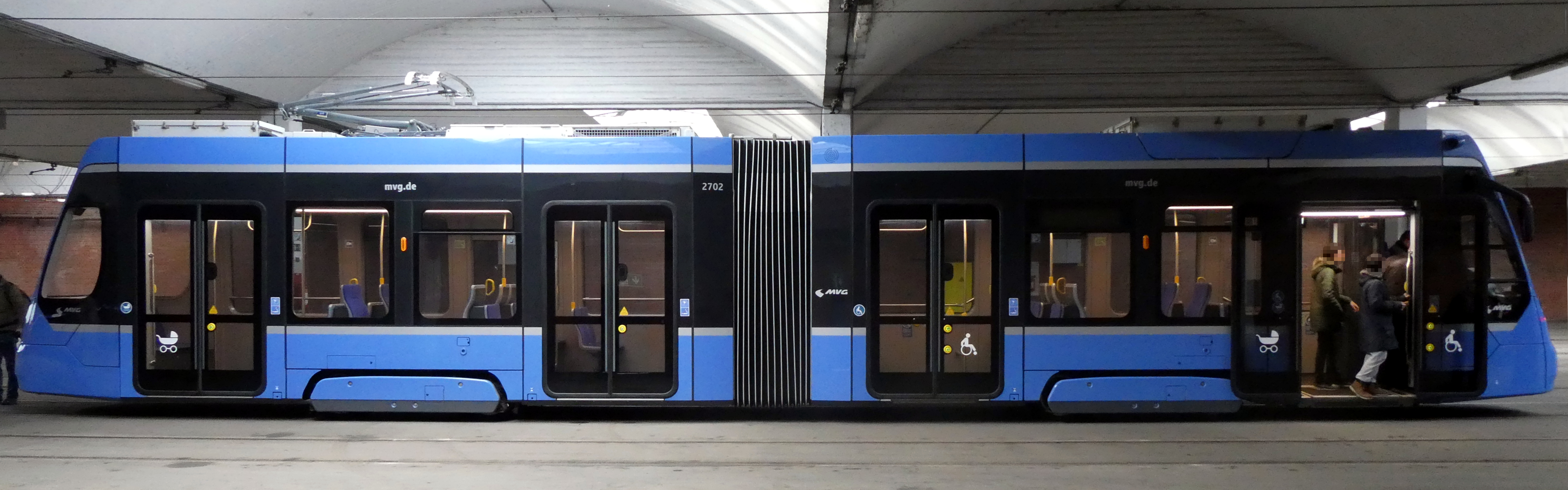
Avenio-Zweiteiler
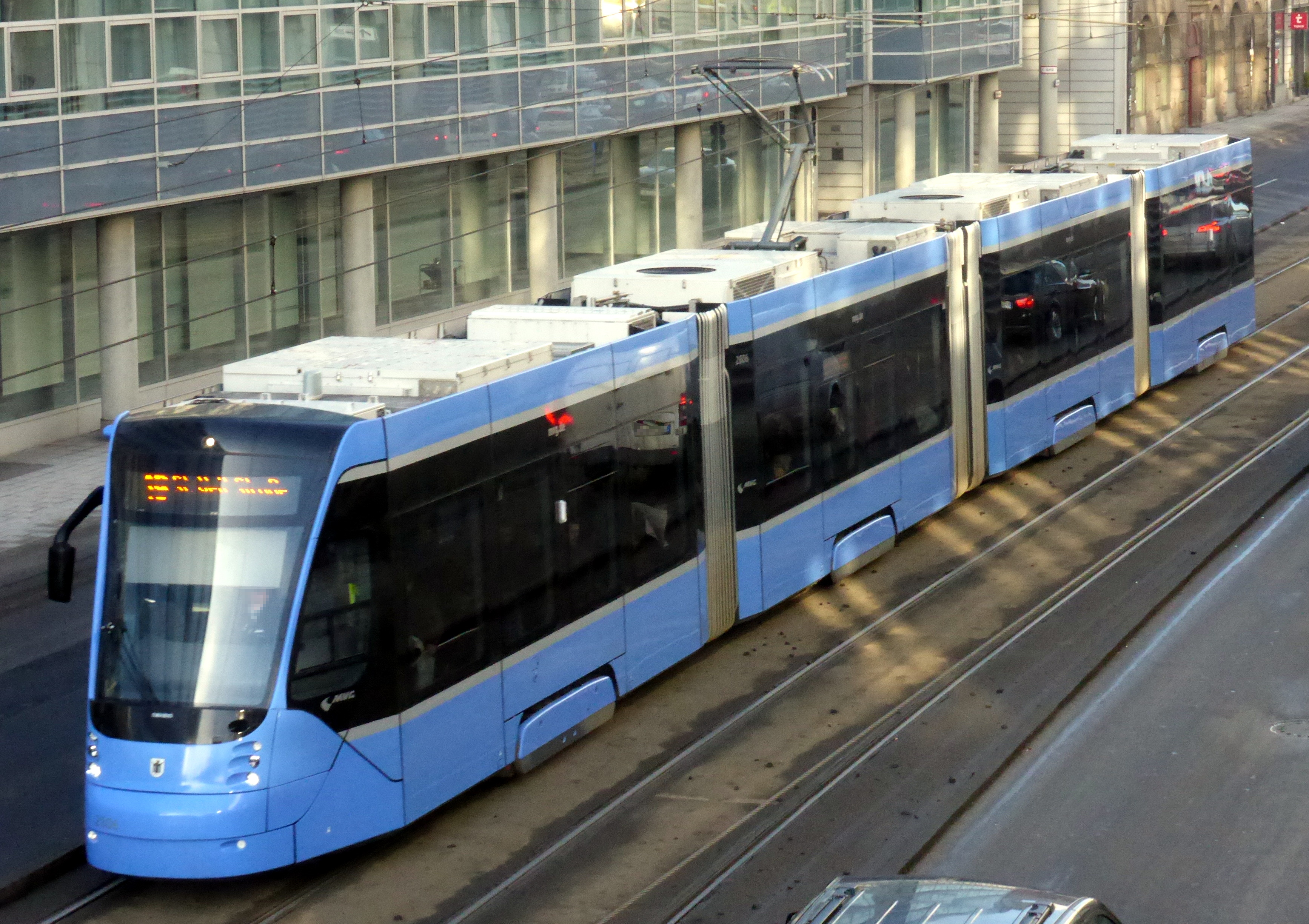
1. Generation als Vierteiler

### Bremen
Im Juni 2017 entschied die Bremer Straßenbahn AG, 67 Triebwagen in einer vierteiligen, 37 m langen und 2,65 m breiten Ausführung fix zu beschaffen. Es bestand eine Option auf bis zu 17 weitere Fahrzeuge. Die Wagen sollen im Wesentlichen die Niederflurwagen vom Typ GT8N ab 2019 ablösen. Im Januar 2018 wurde eine Option über weitere zehn Wagen eingelöst. Eine weitere Option über sieben Fahrzeuge wurde im Dezember 2021 eingelöst. Die Lieferung dieser Wagen begann im Dezember 2023.

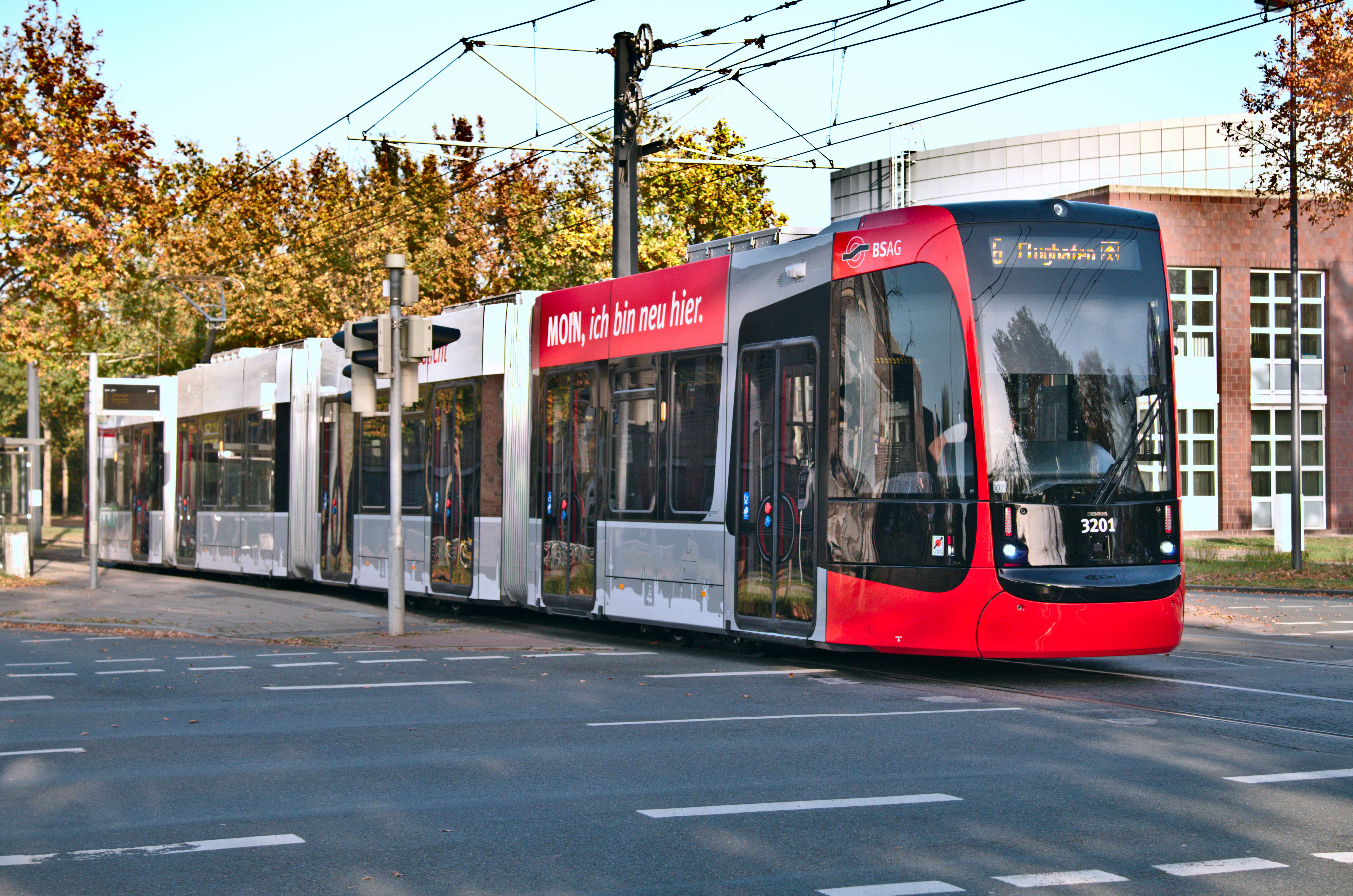
BSAG-Avenio 3201
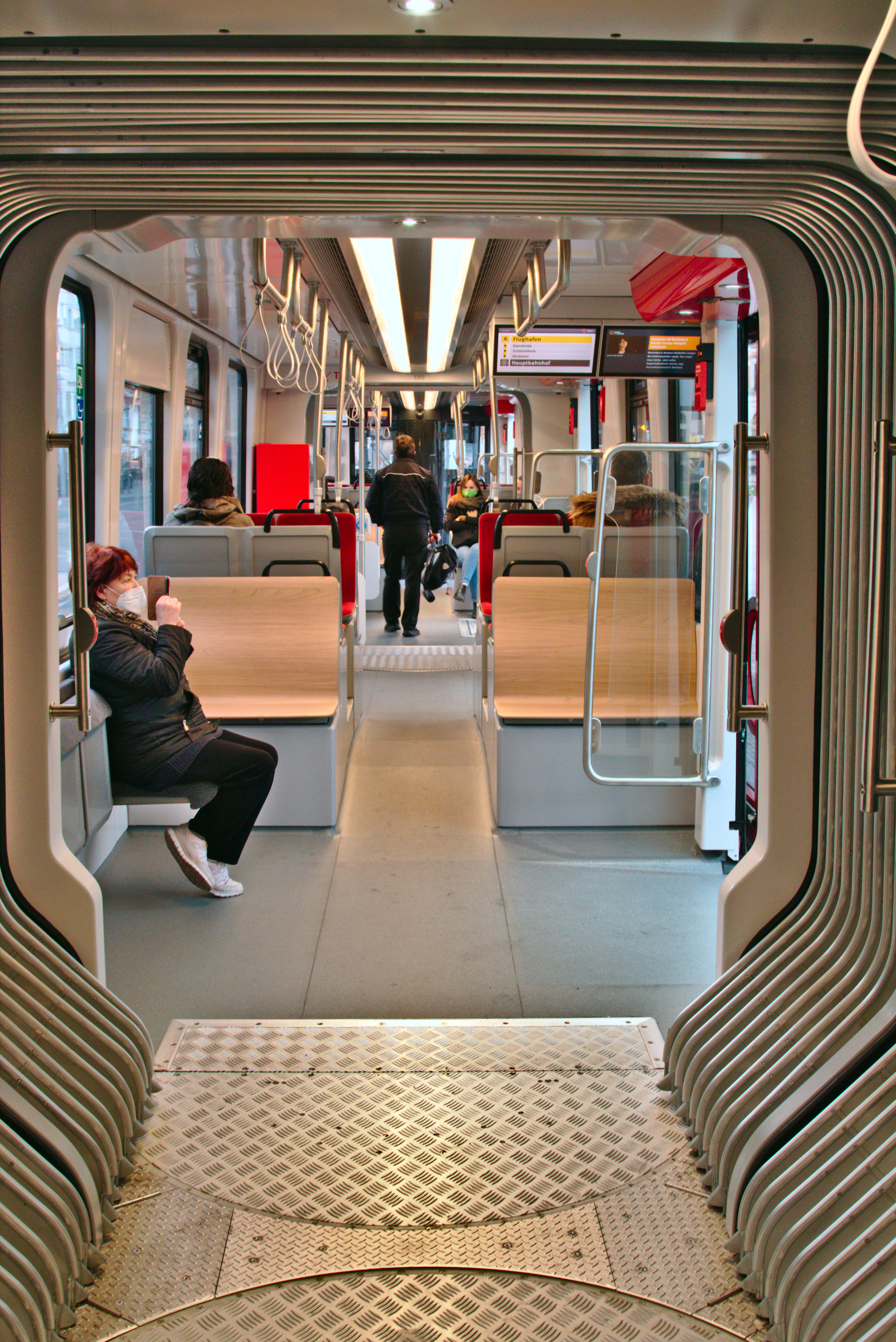
Innenraum Avenio Bremen

### Nürnberg
Am 15. November 2019 gab Siemens bekannt, dass 12 Fahrzeuge an die VAG Nürnberg geliefert werden. Zudem wurde eine Option von 75 weiteren Fahrzeugen für die Nürnberger Straßenbahn vereinbart. Im Dezember 2021 löste die VAG die erste Option von 14 weiteren Avenios ein. Damit werden bis 2023 insgesamt 26 Fahrzeuge in den Fahrgastbetrieb übergehen. Anlass für die frühe Einlösung der ersten Bestelloption war der 2021 verabschiedete Beschluss des Maßnahmenpakets 2030 und des Masterplans Nachhaltige Mobilität der Stadt Nürnberg. Sie sollen die Grundlage für die Verkehrswende in Nürnberg bieten, welche zahlreiche Erweiterungen und Taktverdichtungen der Straßenbahn Nürnberg vorsehen. Am 21. Dezember 2022 nahm der erste Avenio den regulären Betrieb auf. Im Frühjahr 2025 kam der 26. Avenio und somit letzte aus der ersten Bestellung in Nürnberg an. 
Im April 2025 verkündete die VAG eine Option auf zunächst 14 weitere Fahrzeuge der Avenioreihe zu ziehen. Sie sollen bis 2028 sukzessive die dreiteiligen GT6N-Straßenbahnen ersetzen.

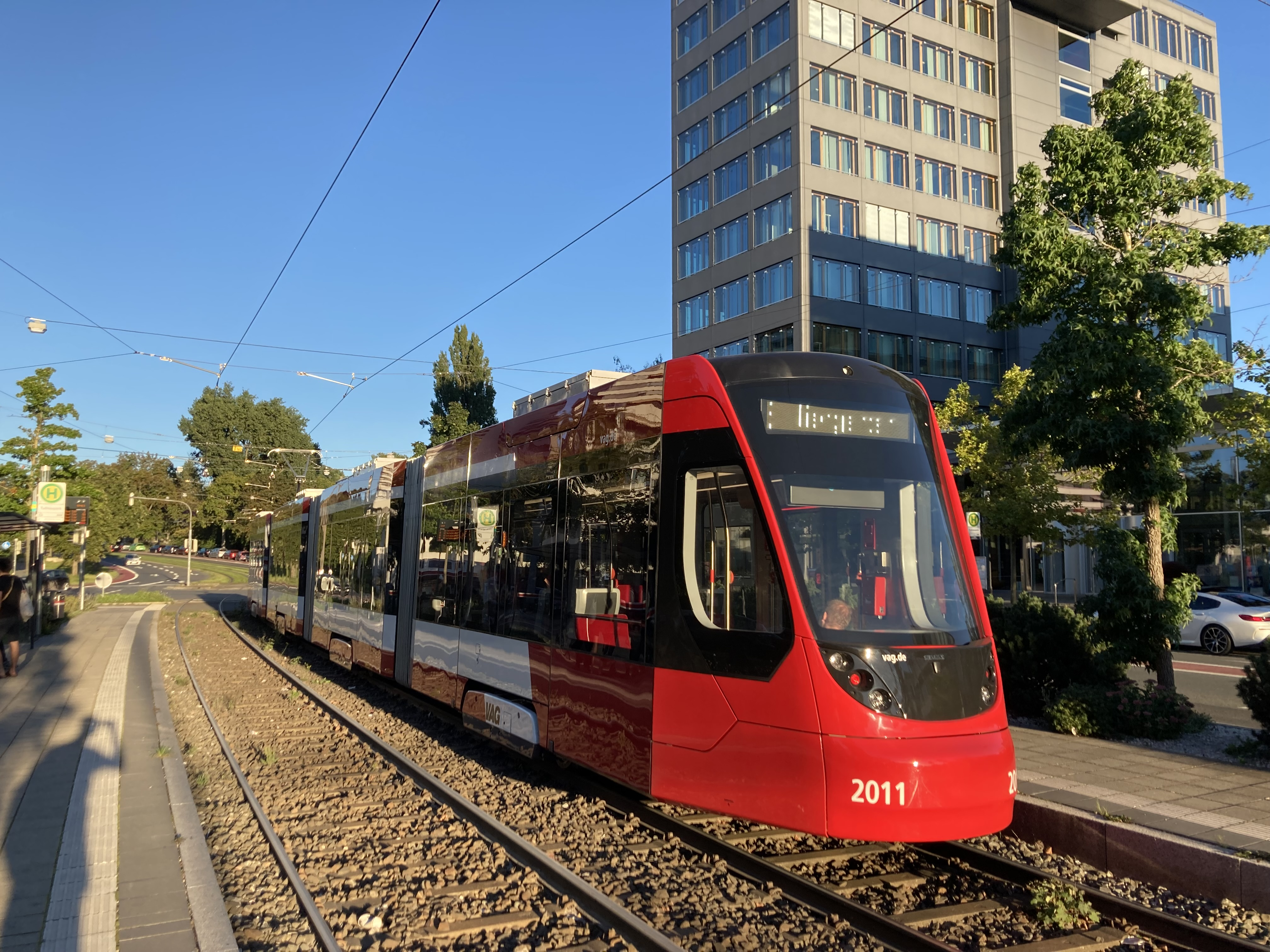
VAG-Avenio 2011 am Tullnaupark
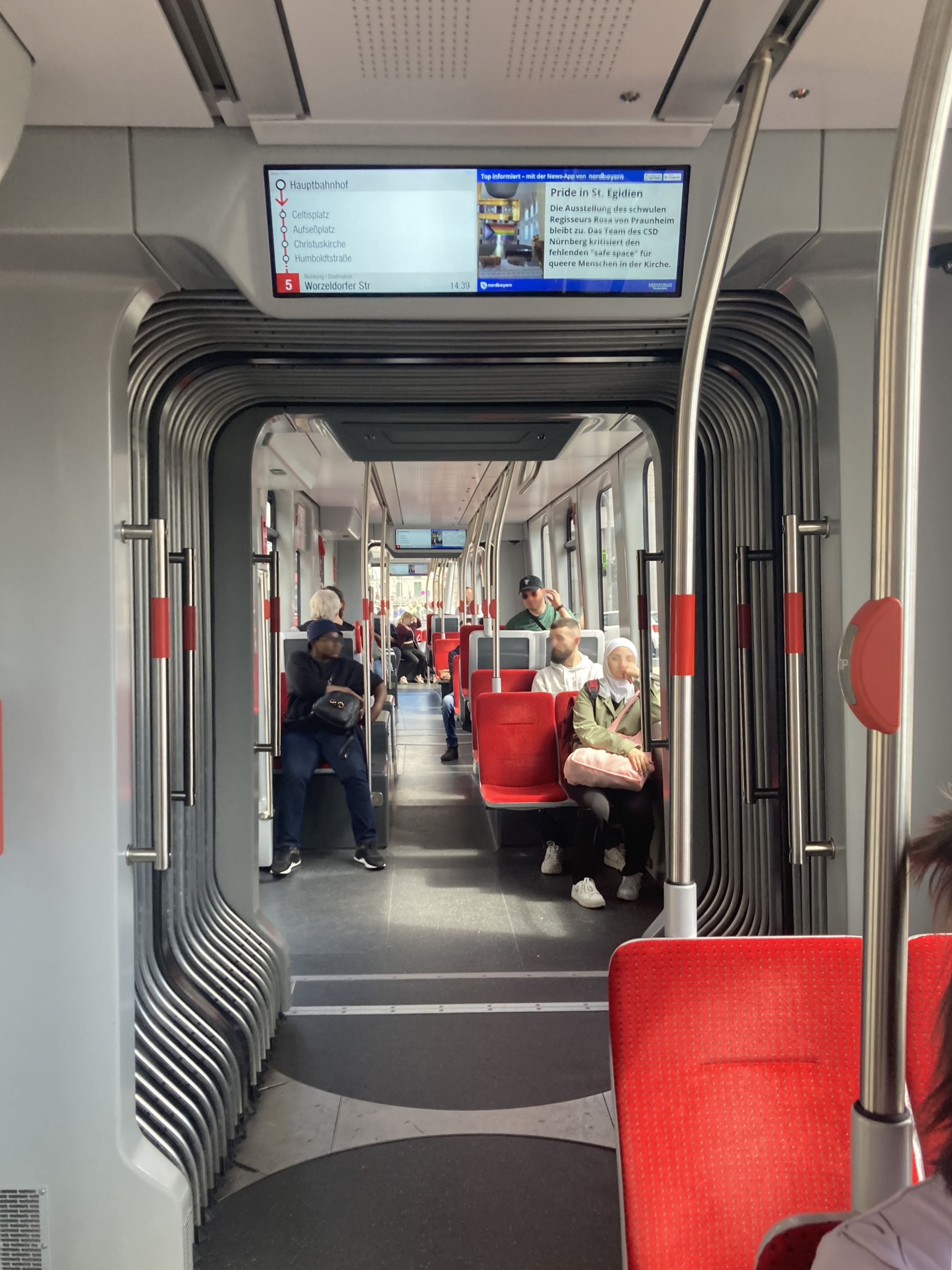
Avenio VAG Innenraum
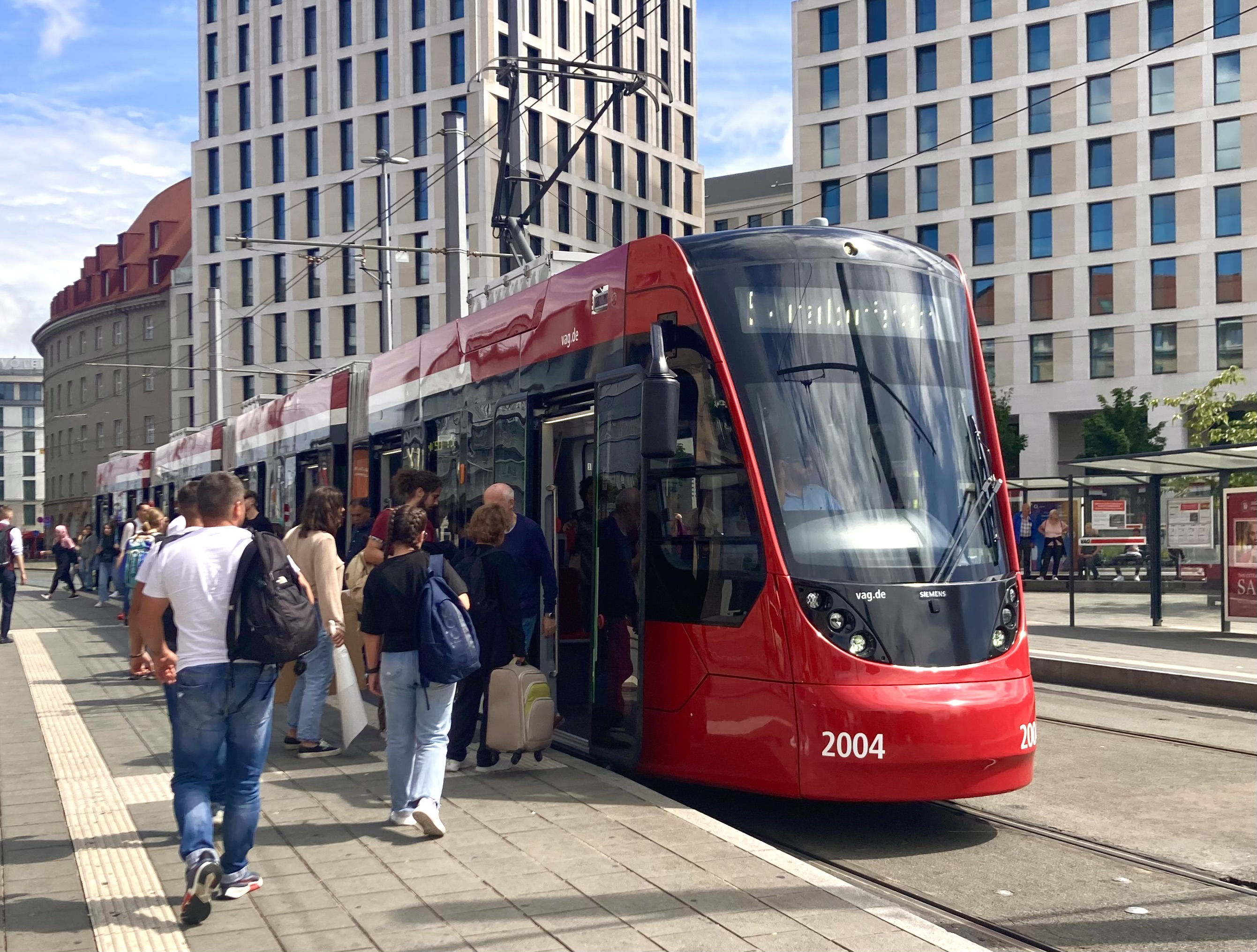
VAG-Avenio 2004 am Hauptbahnhof

### Lyngby-Ishøj
Im Jahr 2020 bestellte die Hovedstadens Letbane 27 vierteilige Siemens Avenio um diese auf dem neuen Stadtbahnsystem ab 2024 in den Einsatz zu bringen. Seit Januar 2023 läuft die Fertigung der ersten Fahrzeuge, die Auslieferung läuft seit August 2023.

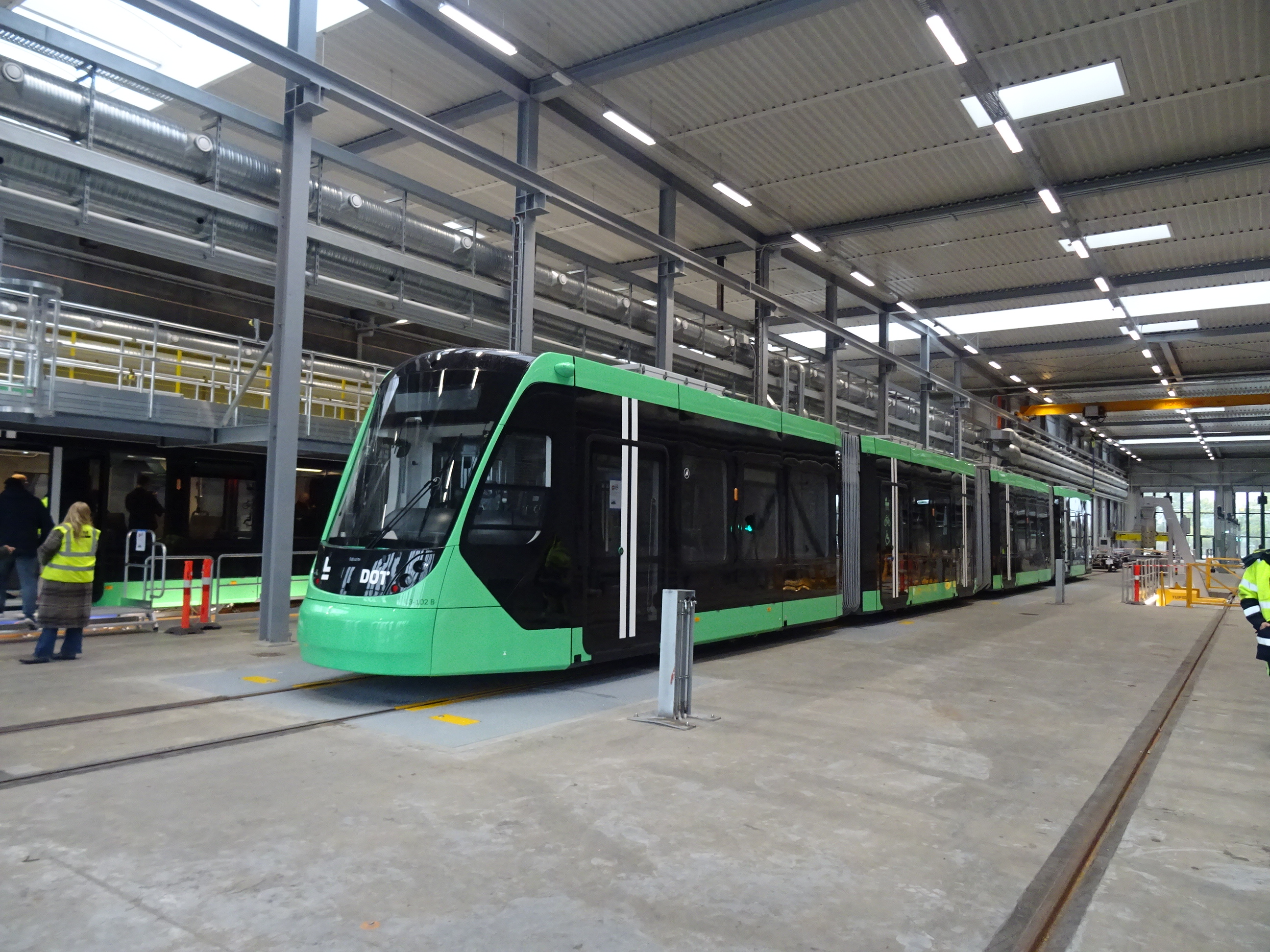
Avenio in der Werkstatt
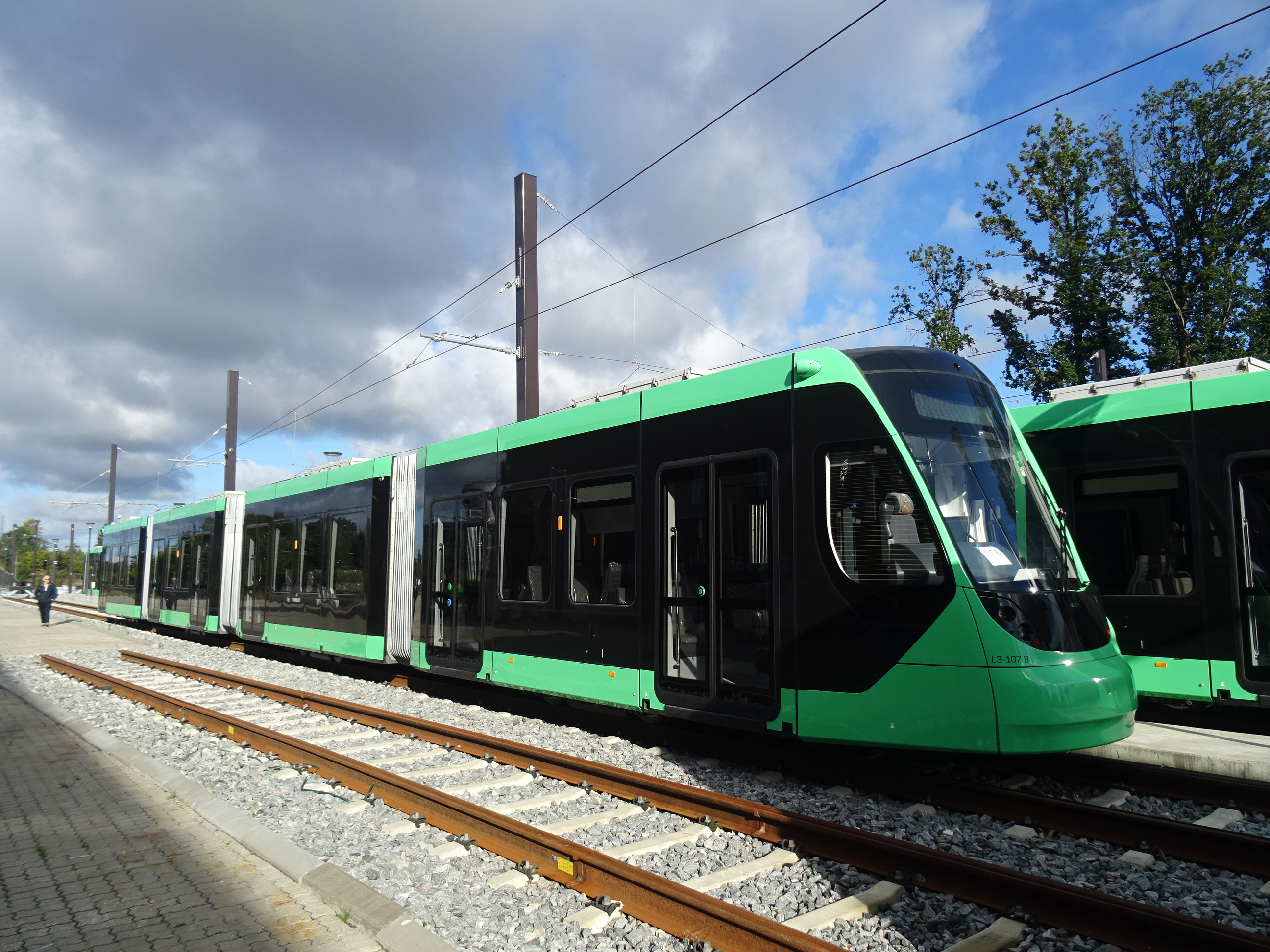
Avenio im Testbetrieb

### Testeinsatz Graz
Die Graz Linien wollen ihr Netz laufend ausbauen. Da schon jetzt die Fahrzeugreserven knapp werden, sandte neben Bombardier auch Siemens eine Garnitur nach Graz. Von 12. August 2020 bis 24. August 2020 wurde Avenio 2501 MVG in Graz getestet. Die Grazer Linien haben sich dann allerdings für das Modell Flexity von Alstom entschieden.

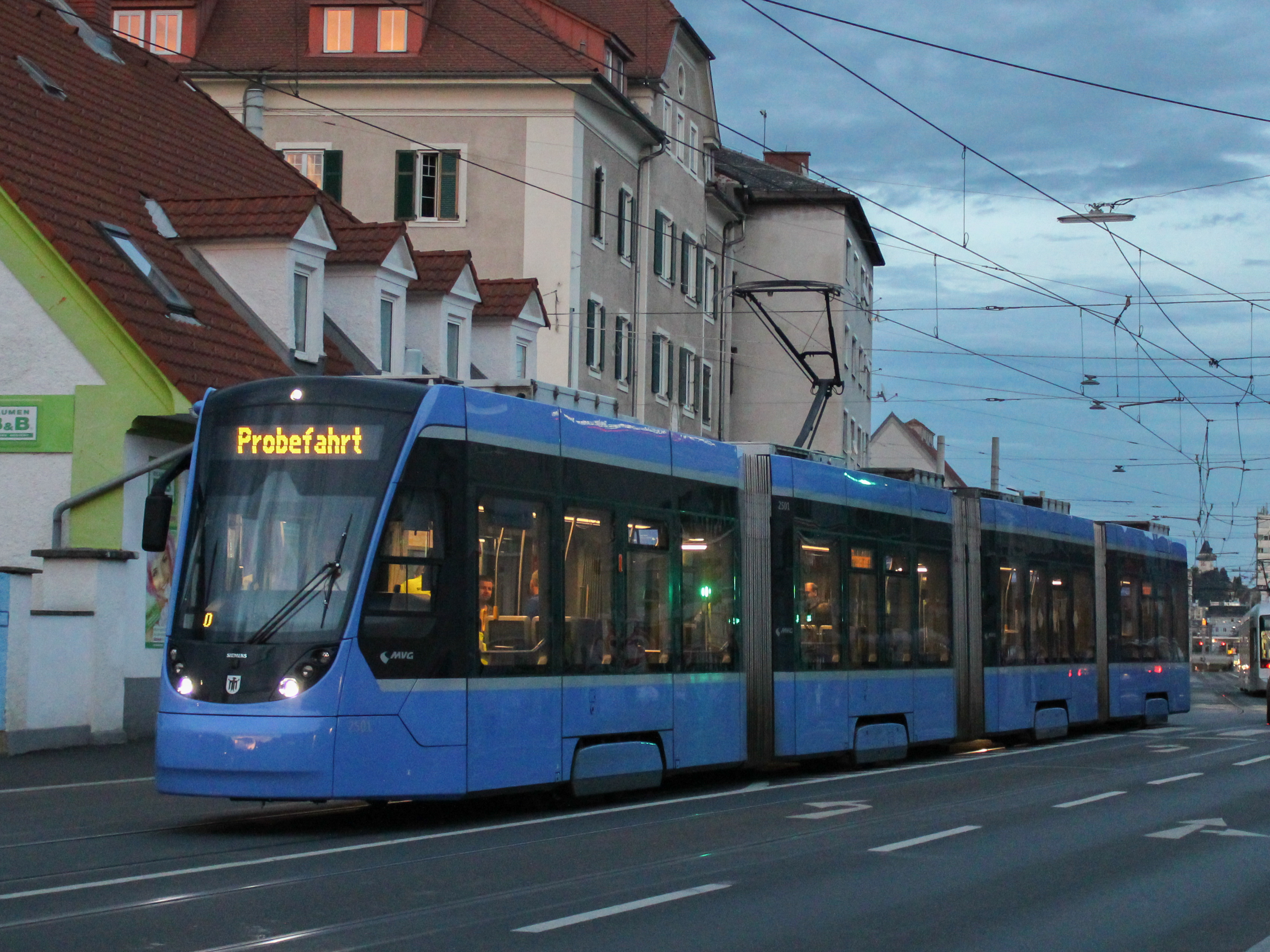
MVG Avenio 2501 bei Testeinsatz (Probefahrt) in Graz (2020)
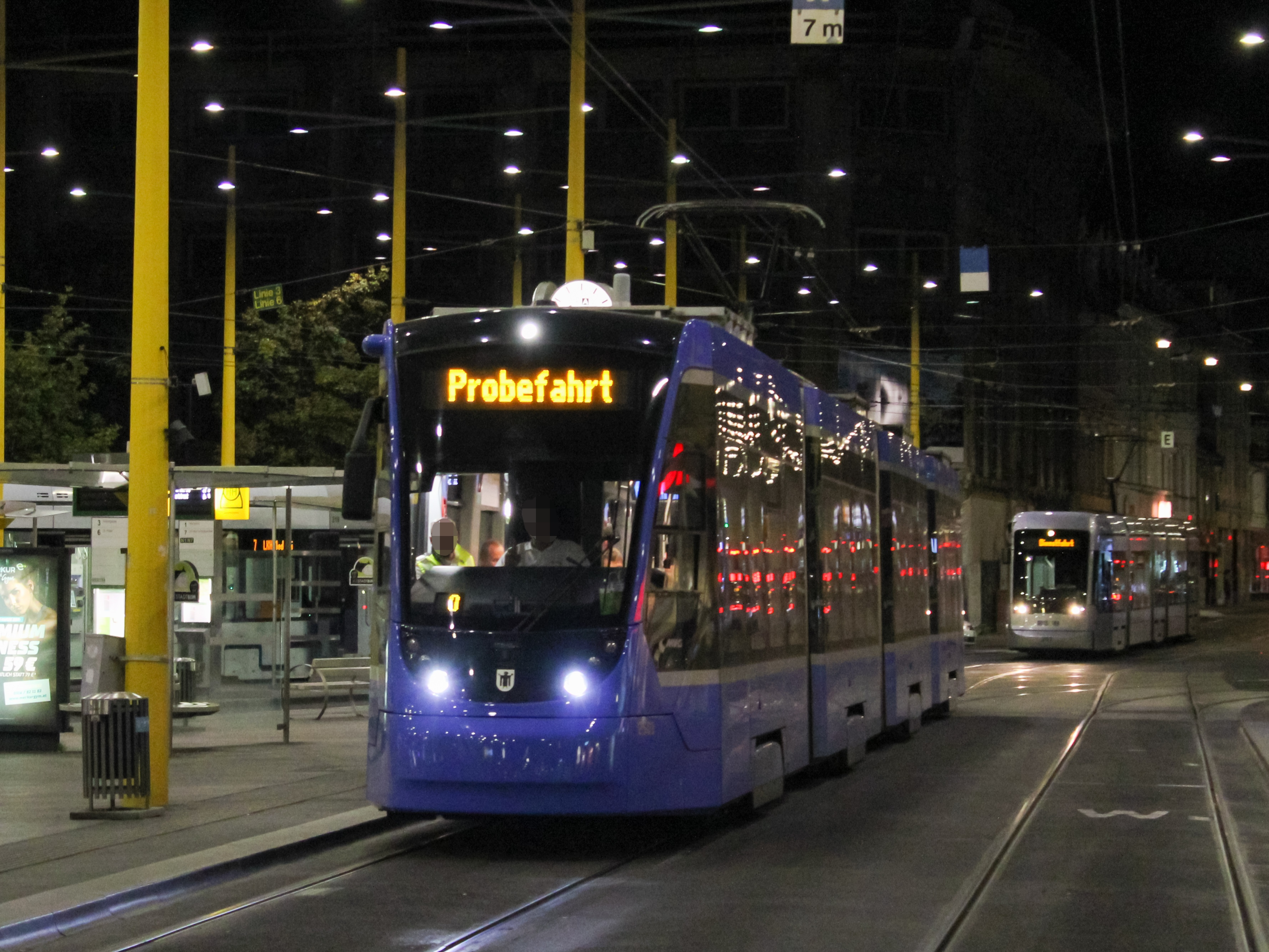
MVG Avenio 2501 bei Testeinsatz (Probefahrt) in Graz (2020)

## Avenio HF
Der Avenio HF ist ein neues Hochflur-Stadtbahnfahrzeug von Siemens Mobility, das im Jahr 2020 vorgestellt wurde. Der Vorgängertyp CitySprinter wurde nach einem schweren Unfall 1999 in Köln nicht weiter produziert. Die Wagen sind klassische Sechsachser mit einem Jakobs-Drehgestell unter dem Gelenk.

### Düsseldorf und Duisburg
Am 13. Oktober 2020 bestellten die Rheinbahn und die Duisburger Verkehrsgesellschaft insgesamt 109 Hochflur-Stadtbahnwagen vom Typ Avenio HF mit Option für 48 weitere Fahrzeuge. Ab 2025 sollen die zweiteiligen Fahrzeuge ausgeliefert werden.

## Bilder

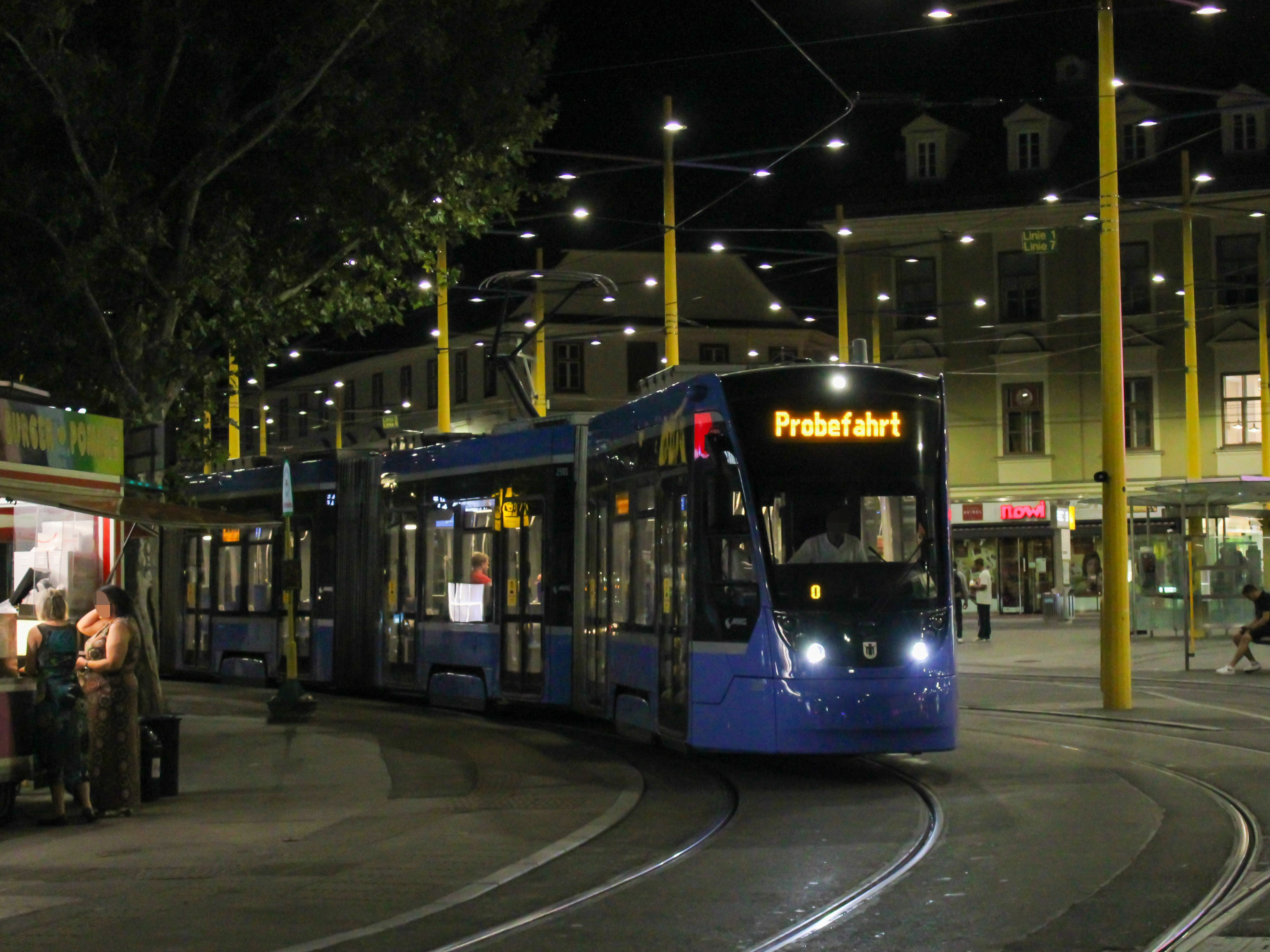
MVG Avenio 2501 bei Testeinsatz (Probefahrt) in Graz, Jakominiplatz, 18. August 2020
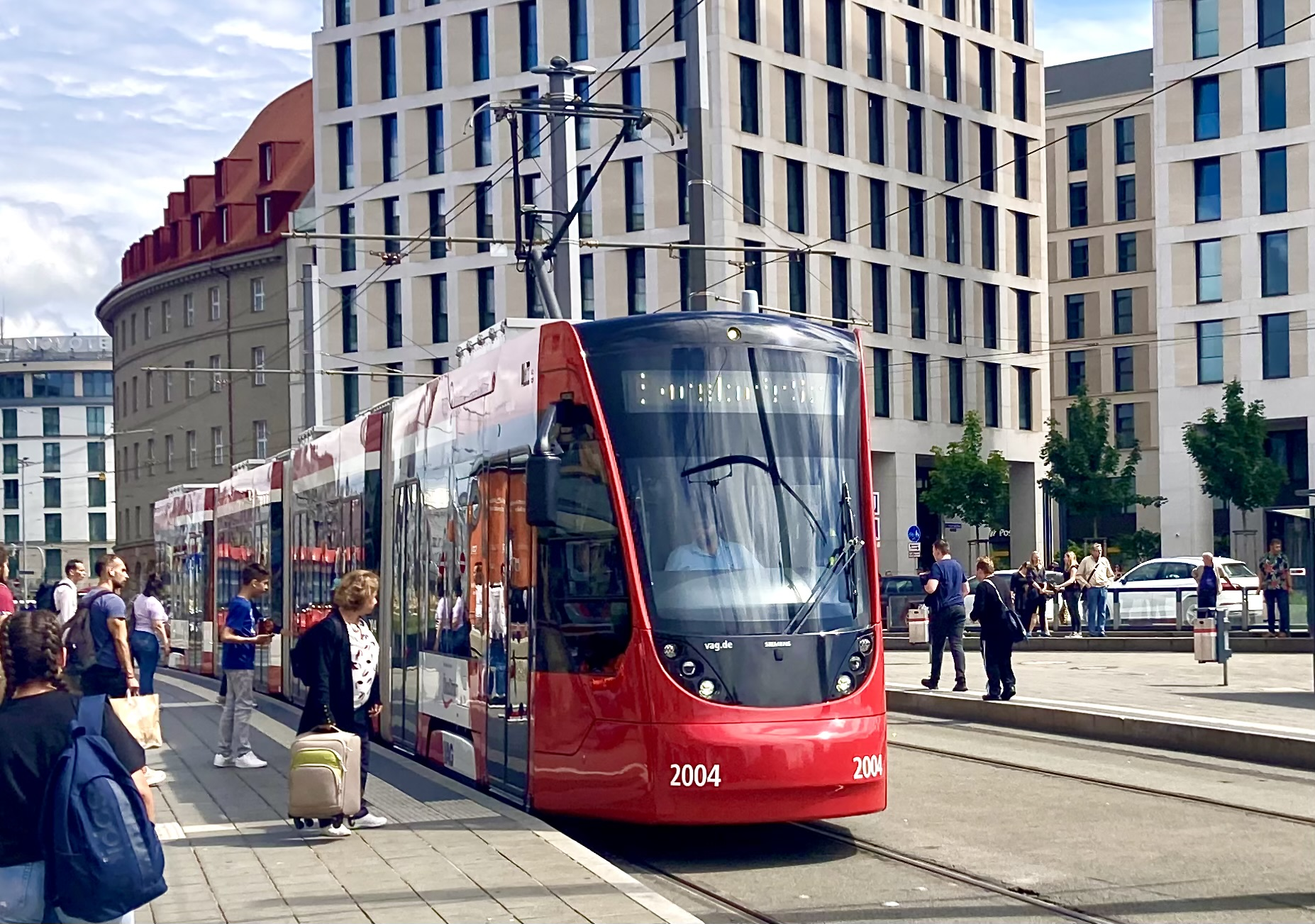
VAG Avenio 2004, Linie 5 am Nürnberger Hauptbahnhof, 29. Juli 2023
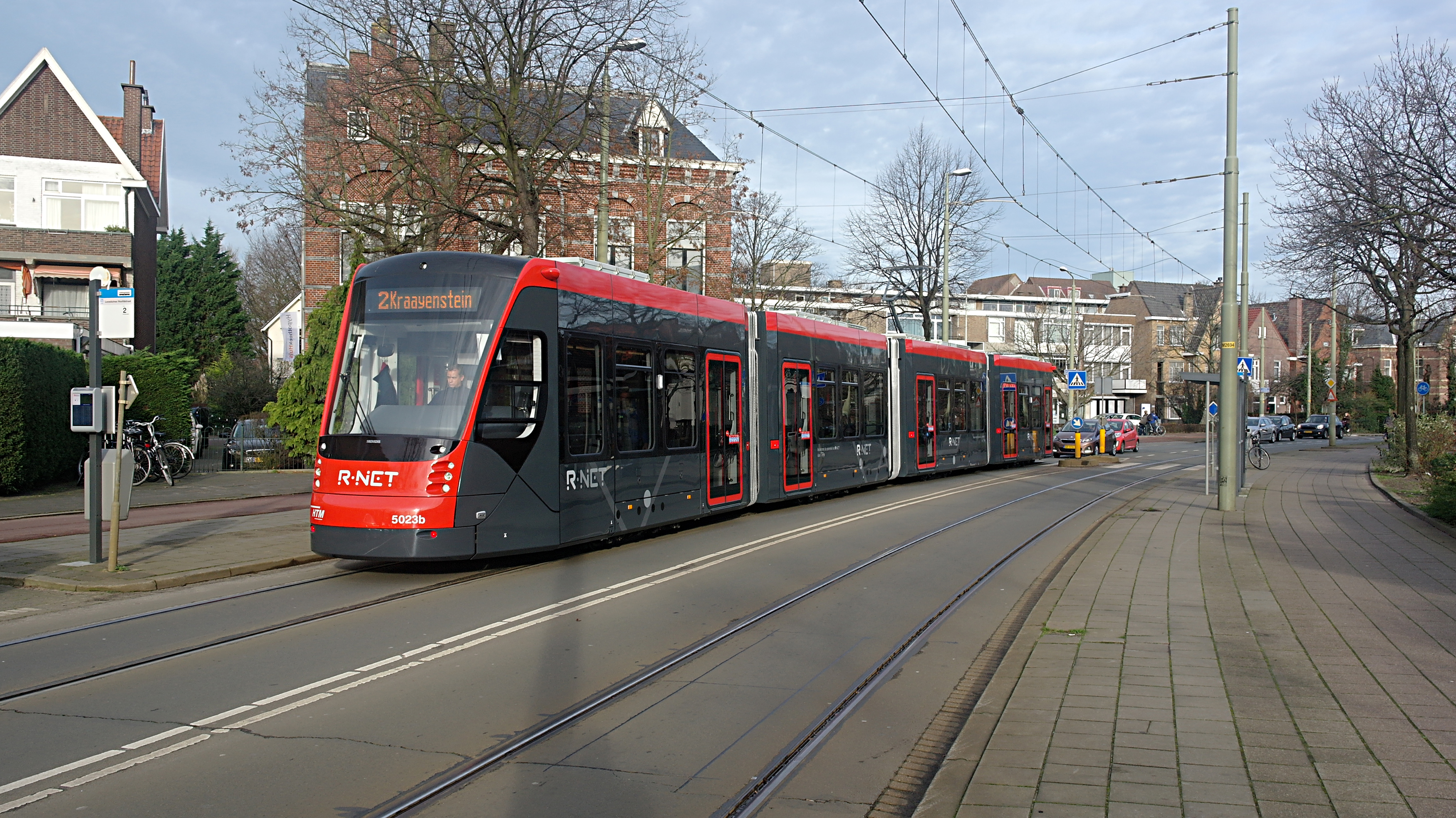
Haager Avenio 5023, Linie 2, Lippe Biesterfeldweg, Den Haag, Stadtteil Loosduinen, 30. Dezember 2015
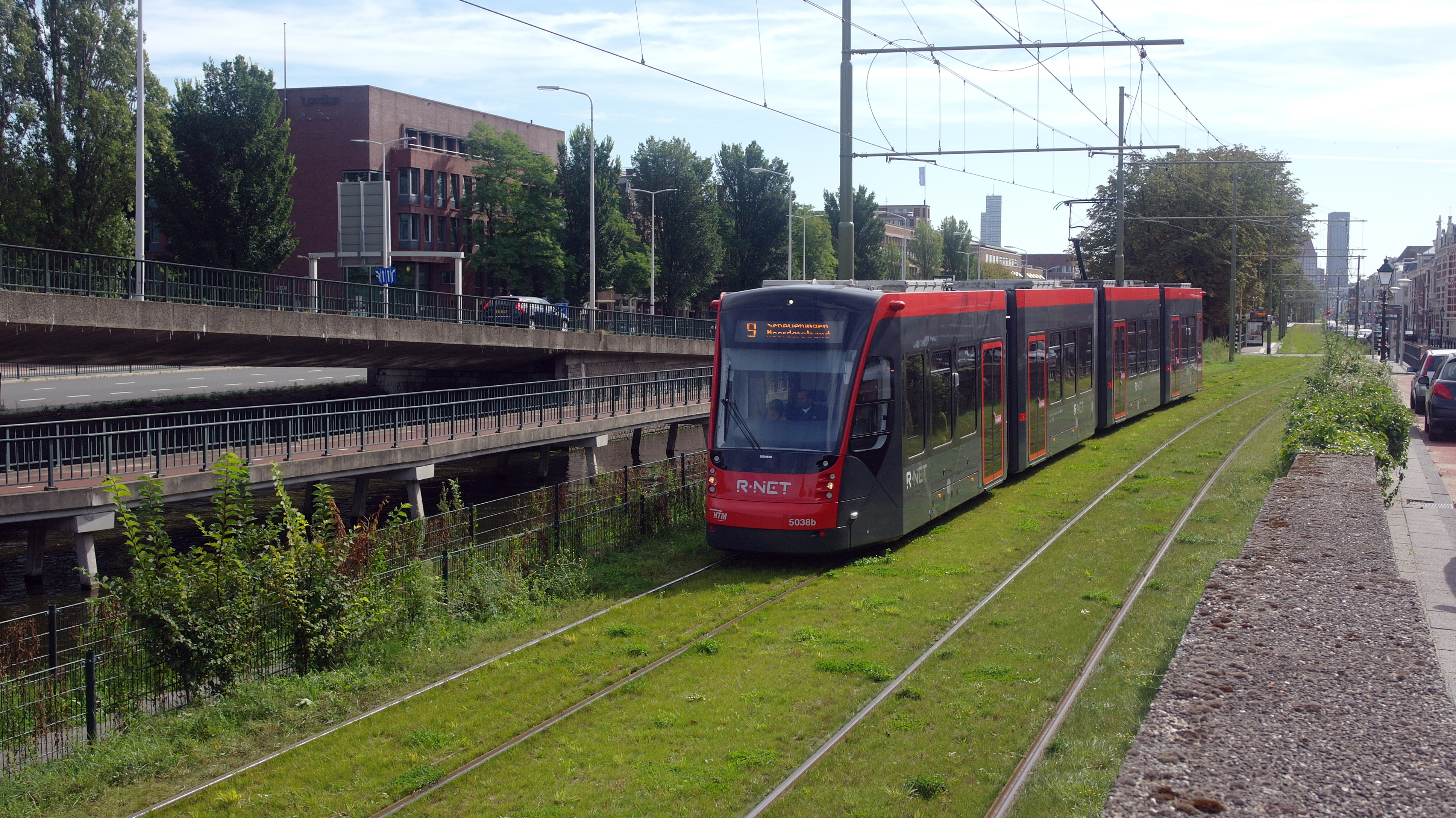
Seit dem 22. August 2016 fahren Avenios auf der Linie 9, Koninginnegracht, Nähe Madurodam, 11. September 2016
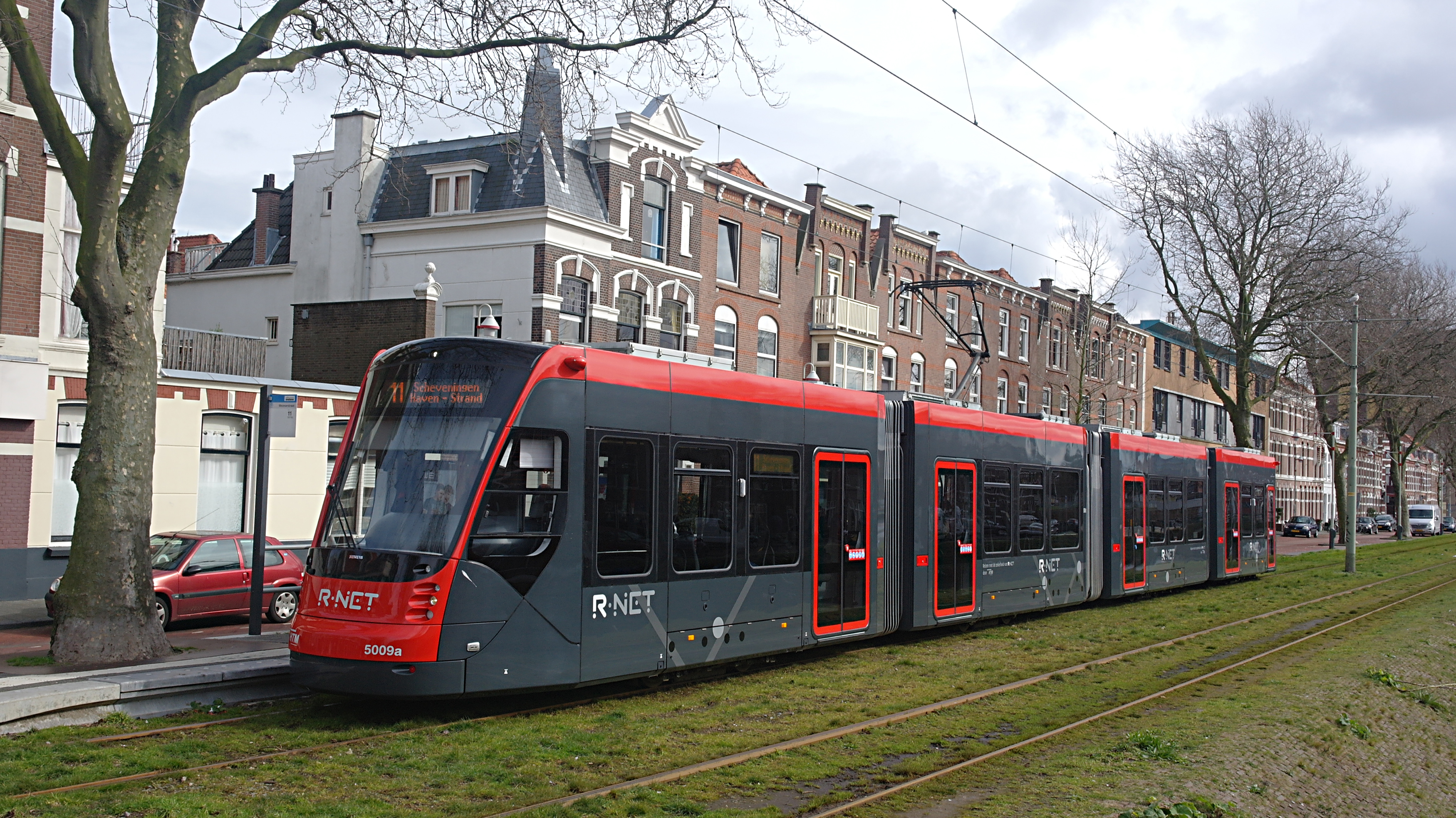
Seit 7. März 2016 Avenios auf Linie 11 nach Scheveningen, Hafen. Conradkade, Haltestelle Weimarstraat, 8. März 2016
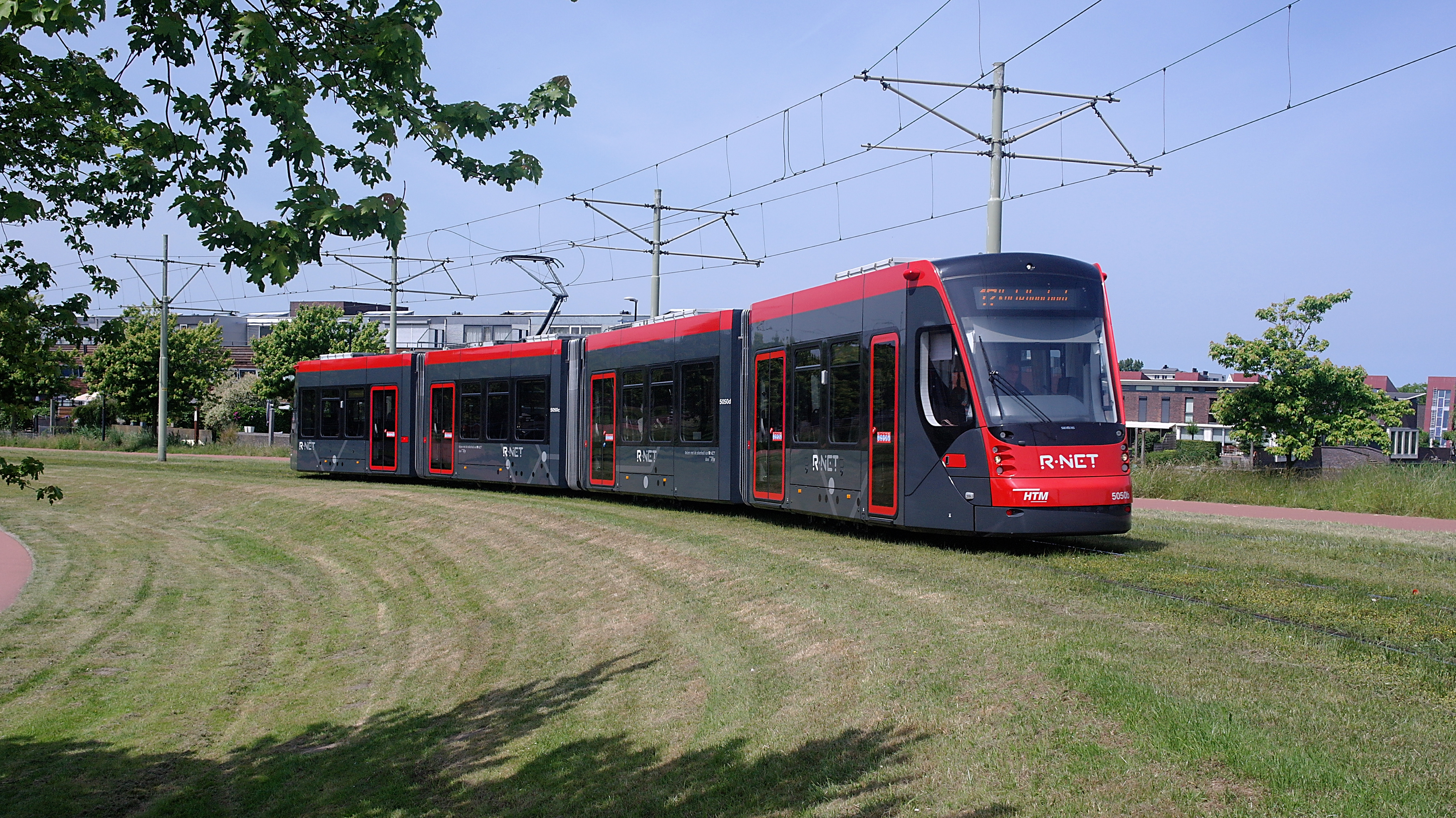
Avenio 5050 auf Linie 17, Middenweg, Den Haag, Stadtteil Wateringse Veld, 10. Juni 2016
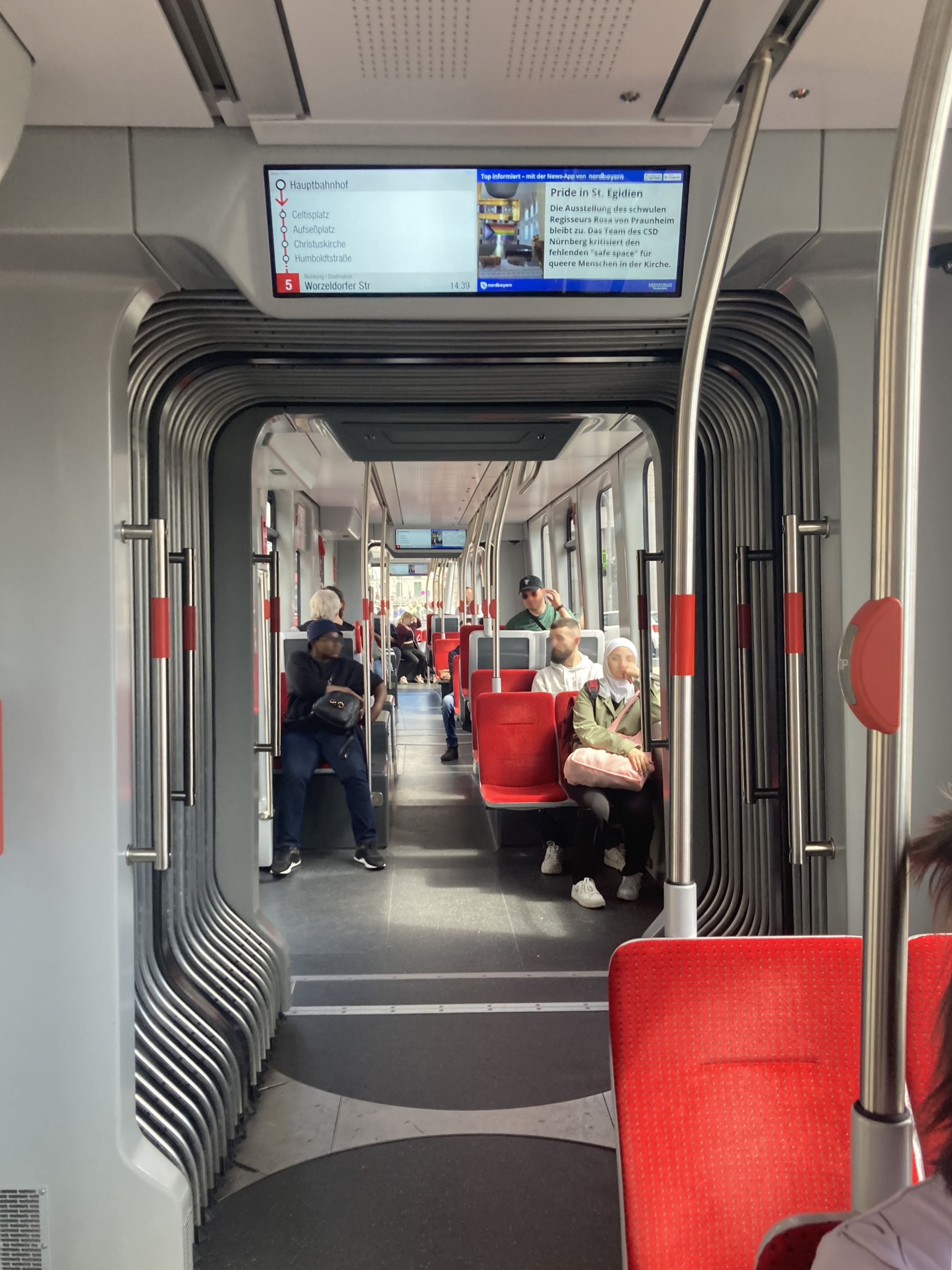
Innenraum eines VAG Avenio 2004, 29. Juli 2023

## Übersicht
| Stadt              | Netz                 | Anzahl | Baujahre  | Typ    | Nummern   | Typ                | Länge   | Breite | Spurweite | Plätze (Sitz-/Stehplätze)    | Bemerkung |
| ------------------ | -------------------- | ------ | --------- | ------ | --------- | ------------------ | ------- | ------ | --------- | ---------------------------- | --- |
| Den Haag           | HTM                  | 60     | 2014–2016 |        | 5001–5060 | vierteilig, ZR     | 35 m    | 2,55 m | 1435 mm   | 238 (70/168)                 | Option auf 20 Stück, 10 eingelöst. |
| Den Haag           | HTM                  | 10     | 2018–2019 |        | 5061–5070 | vierteilig, ZR     | 35 m    | 2,55 m | 1435 mm   | 238 (70/168)                 | Option auf 20 Stück, 10 eingelöst. |
| Doha               |                      | 19     | 2015–2017 |        | 001–019   | dreiteilig, ZR     | 27,7 m  | 2,55 m | 1435 mm   | 165 (56/109)                 | Energiespeichersystem Sitras HES |
| München            | MVG                  | 8      | 2013–2014 | T1     | 2801–2808 | vierteilig         | 36,85 m | 2,3 m  | 1435 mm   |                              | T1.6 |
| München            | MVG                  | 4      | 2017–2018 | TZ     | 2501–2504 | vierteilig         | 36,85 m | 2,3 m  | 1435 mm   | 216 (69/147)                 | 2701–2709 (T2.7) 2751–2759 (T3.7) 2501–2504 (T4.7) 2511–2583 (T4.8) Option auf 124 Stück, 73 eingelöst frei wählbar, 2 - 5-teilig T2.7 und T3.7 können gekuppelt fahren. |
| München            | MVG                  | 9      | 2018      | TZ     | 2751–2759 | dreiteilig         | 27,67 m | 2,3 m  | 1435 mm   | 156 (47/109)                 | 2701–2709 (T2.7) 2751–2759 (T3.7) 2501–2504 (T4.7) 2511–2583 (T4.8) Option auf 124 Stück, 73 eingelöst frei wählbar, 2 - 5-teilig T2.7 und T3.7 können gekuppelt fahren. |
| München            | MVG                  | 9      | 2018      | TZ     | 2701–2709 | zweiteilig         | 19,07 m | 2,3 m  | 1435 mm   | 101 (29/72)                  | 2701–2709 (T2.7) 2751–2759 (T3.7) 2501–2504 (T4.7) 2511–2583 (T4.8) Option auf 124 Stück, 73 eingelöst frei wählbar, 2 - 5-teilig T2.7 und T3.7 können gekuppelt fahren. |
| München            | MVG                  | 73     | 2021–     |        | 2511–2583 | vierteilig         | 36,85 m | 2,3 m  | 1435 mm   | 215 (65/150)                 | 2701–2709 (T2.7) 2751–2759 (T3.7) 2501–2504 (T4.7) 2511–2583 (T4.8) Option auf 124 Stück, 73 eingelöst frei wählbar, 2 - 5-teilig T2.7 und T3.7 können gekuppelt fahren. |
| Bremen             | BSAG                 | 42     | 2020–2021 | GT8N-2 | 3201–3242 | vierteilig         | 36,9 m  | 2,65 m | 1435 mm   | 256 (95 (70+25 Klapp) / 186) | Züge der Serie 3401–3435 mit EBO-Zulassung, für den Einsatz auf Eisenbahninfrastruktur                                                                                   |
| Bremen             | BSAG                 | 35     | 2020–2023 | GT8N-2 | 3401–3435 | vierteilig         | 36,9 m  | 2,65 m | 1435 mm   | 256 (95 (70+25 Klapp) / 186) | Züge der Serie 3401–3435 mit EBO-Zulassung, für den Einsatz auf Eisenbahninfrastruktur                                                                                   |
| Bremen             | BSAG                 | 7      | 2023–2024 | GT8N-2 | 3243–3249 | vierteilig         | 36,9 m  | 2,65 m | 1435 mm   | 256 (95 (70+25 Klapp) / 186) | Züge der Serie 3401–3435 mit EBO-Zulassung, für den Einsatz auf Eisenbahninfrastruktur                                                                                   |
| Region Hovedstaden | Hovedstadens Letbane | 27     | 2023–     |        | ?         | vierteilig, ZR     | 37 m    | 2,65 m | 1435 mm   | 263                          | Einsatz vorgesehen ab 2024 |
| Nürnberg           | VAG                  | 12     | 2021–2022 | GTA8   | 2001–2012 | vierteilig         | 36,85 m | 2,3 m  | 1435 mm   | 218 (62/156)                 | Option auf 87, 40 eingelöst. |
| Nürnberg           | VAG                  | 14     | 2023–2025 | GTA8   | 2013–2026 | vierteilig         | 36,85 m | 2,3 m  | 1435 mm   | 218 (62/156)                 | Option auf 87, 40 eingelöst. |
| Nürnberg           | VAG                  | 14     | 2026–     | GTA8   |           | vierteilig         | 36,85 m | 2,3 m  | 1435 mm   | 218 (62/156)                 | Option auf 87, 40 eingelöst. |
| Düsseldorf         | Rheinbahn            | 91     | ab 2025   | HFx    | ?         | zweiteilig, ZR, HF | ?       | ?      | 1435 mm   | 177 (51/126)                 | Option auf 42, Hochflur |
| Duisburg           | DVG                  | 18     | ab 2025   | HFx    | ?         | zweiteilig, ZR, HF | ?       | ?      | 1435 mm   | 177 (51/126)                 | Option auf 6, Hochflur |

Die Zahl der Sitzplätze umfasst auch etwaige Klappsitze.